# Belebej
Belebej (rusky Белебе́й, baškirsky Бәләбәй) je město v Baškortostánu v Ruské federaci. Při sčítání lidu v roce 2010 měl přibližně šedesát tisíc obyvatel.

## Poloha
Belebej leží na Bugulmsko-belebejské vrchovině v západní části Baškortostánu blízko trojmezí s Orenburskou oblastí a s Tatarstánem. Od Ufy, hlavního města Baškortostánu, je vzdálena přibližně 180 kilometrů jihozápadně. Nejbližším městem v okolí je Abdulino, ležící přibližně šedesát kilometrů jihozápadně.

## Dějiny
První zmínka je z roku 1715, kdy šlo o malé čuvašské sídlo s jménem Belebejevo. V roce 1781 se stalo městem. Výrazný rozvoj nastává od padesátých let dvacátého století, kdy se v okolí začalo s těžbou ropy.

### Rodáci
- Vladimir Bukovskij (1942–2019), politický aktivista
- Inna Čurikovová (1943–2023), herečka